# Dario Cioni
Pour les articles homonymes, voir Cioni.
Dario David Cioni (né le 2 décembre 1974 à Reading en Grande-Bretagne) est un coureur cycliste italien, professionnel de 2000 à 2011. Il est actuellement directeur sportif de l'équipe Ineos.

## Biographie
De 1994 à 2000, il se consacre essentiellement au VTT, avant de se tourner vers la route et de passer professionnel en 2000. Coureur spécialiste des courses par étapes et des contre-la-montre, il réalise sa meilleure saison en 2004, avec des places d'honneur aux Tours d'Italie, de Romandie et de Suisse et un titre de champion d'Italie du contre-la-montre. Cette même année, il se voit refuser le départ des championnats du monde pour cause d'hématocrite trop élevé. Fin 2011, il met un terme à sa carrière.

## Palmarès sur route
- 1997
  - 3eb étape de l'Olympia's Tour (contre-la-montre par équipes)
- 2000
  - 2e étape du Tour de Slovénie
- 2001
  - Grand Prix du Minho :
    - Classement général
    - 3e étape
- 2004
  -  Champion d'Italie du contre-la-montre
  - 3e du Tour de Suisse
  - 4e du Tour d'Italie
  - 5e du Tour de Romandie
- 2006
  - 6e du Tour de Romandie
- 2007
  - 1re étape du Tour d'Andalousie
  - 1reb étape de la Semaine internationale Coppi et Bartali (contre-la-montre par équipes)
  - 2e du Tour d'Andalousie
- 2008
  - 3e de Florence-Pistoia
- 2009
  - 1reb étape de la Semaine internationale Coppi et Bartali (contre-la-montre par équipes)

## Résultats sur les grands tours

### Tour de France
4 participations
- 2003 : 79e
- 2005 : 54e
- 2007 : 56e
- 2008 : 83e

### Tour d'Italie
9 participations
- 2002 : 29e
- 2003 : hors délai (18e étape)
- 2004 : 4e
- 2005 : 13e
- 2006 : 86e
- 2007 : 33e
- 2009 : 47e
- 2010 : 17e
- 2011 : 76e

### Tour d'Espagne
6 participations
- 2000 : 90e
- 2001 : 35e
- 2002 : 55e
- 2004 : 52e
- 2006 : 38e
- 2011 : 145e

## Classements mondiaux
| Année                  | 2005 | 2006 | 2007 | 2008 | 2009 | 2010 |
| ---------------------- | ---- | ---- | ---- | ---- | ---- | ---- |
| Classement ProTour     | 116e | 99e  |      |      |      |      |
| Calendrier mondial UCI |      |      |      |      |      | 173e |
| UCI Europe Tour        |      |      |      |      | 444e |      |

## Palmarès en VTT

### Championnats d'Europe
- 1996
  -  Médaillé d'argent du cross-country espoirs

## Palmarès en cyclo-cross
- 1995-1996
  - 7e du championnat du monde de cyclo-cross espoirs
- 1996-1997
  - 3e du championnat d'Italie de cyclo-cross